# Isola di Sergeev
L'isola di Sergeev (in russo Остров Сергеева, ostrov Sergeeva) è un'isola russa che fa parte dell'arcipelago dell'imperatrice Eugenia ed è bagnata dal mar del Giappone.
Amministrativamente appartiene alla città di Vladivostok, nel Territorio del Litorale, che è parte del Circondario federale dell'Estremo Oriente.

## Geografia
L'isola è situata circa 2,3 km a sud-ovest dell'isola di Rikord; si trova tra l'isola di Krotov, poco più di 400 m a nord, e l'isola di Moiseev, 400 m a sud-est. È bagnata dalle acque del golfo dell'Ussuri e da quelle del golfo dell'Amur, ovvero le due parti in cui si divide il grande golfo di Pietro il Grande.
Sergeev è un'isola rocciosa dalla forma triangolare, con una breve striscia di terra (in russo коса, kosa) nella parte settentrionale. Il lato orientale è il più esteso con i suoi 370 m,, quello occidentale misura circa 330 m,, mentre la base raggiunge una larghezza massima di 310 m. L'altezza massima è di 55 m s.l.m. nella parte meridionale.
La costa è costituita da scogliere rocciose nelle quali si aprono diverse spiagge di sabbia o ciottoli. Nelle acque limitrofe ci sono rocce semisommerse e piccoli scogli. Dal sud-est e dal nord dell'isola partono due piccole barriere sottomarine, profonde 3 m circa, che unisce Sergeev a Moiseev e a Krotov.

Il territorio è caratterizzato da diverse grotte multiple superficiali; la vegetazione è costituita da un manto erboso e da cespugli.

## Storia
L'isola è stata così nominata in onore di I.S. Sergeev, uno dei partecipanti alla spedizione russa nel Pacifico che ebbe luogo nel 1883-88.

L'isola fu ampiamente esplorata nel corso della spedizione nel golfo di Pietro il Grande guidata dal capitano A.A. Mal'cev.